# Административно-территориальное деление Кичменгско-Городецкого района
Кичменгско-Городецкий район — административно-территориальная единица в Вологодской области Российской Федерации. В рамках организации местного самоуправления ему соответствует одноимённое муниципальное образование Кичменгско-Городецкий муниципальный район.
Административный центр — село Кичменгский Городок.

## Административно-территориальные единицы
Кичменгско-Городецкий район в рамках административно-территориального устройства включает 17 сельсоветов:
| №  | Сельсовет        | Соответствующее муниципальное образование |
| -- | ---------------- | ----------------------------------------- |
| 1  | Верхнеентальский | Енангское СП                              |
| 2  | Городецкий       | Городецкое СП                             |
| 3  | Еловинский       | Кичменгское СП                            |
| 4  | Емельяновский    | Городецкое СП                             |
| 5  | Захаровский      | Городецкое СП                             |
| 6  | Кичменгский      | Городецкое СП, Кичменгское СП             |
| 7  | Куриловский      | Кичменгское СП                            |
| 8  | Нижнеенангский   | Енангское СП                              |
| 9  | Нижнеентальский  | Енангское СП                              |
| 10 | Плосковский      | Кичменгское СП                            |
| 11 | Погосский        | Кичменгское СП                            |
| 12 | Пыжугский        | Кичменгское СП                            |
| 13 | Сараевский       | Городецкое СП                             |
| 14 | Трофимовский     | Городецкое СП                             |
| 15 | Шестаковский     | Кичменгское СП                            |
| 16 | Шонгский         | Городецкое СП, Кичменгское СП             |
| 17 | Югский           | Кичменгское СП                            |

## Муниципальные образования

Муниципальные образования с 2013 г.

Муниципальный район, в рамках организации местного самоуправления, делится на 3 муниципальных образования нижнего уровня со статусом сельского поселения
| Муниципальное образование | Административный центр | Административно-территориальные единицы (состав по структуре ОКАТО)                                                                                      |
| ------------------------- | ---------------------- | --- |
| Городецкое                | Кичменгский Городок    | Городецкий, Емельяновский, Захаровский, Сараевский, Трофимовский сельсоветы, частично Кичменгский сельсовет, частично Шонгский сельсовет                 |
| Енангское                 | Нижний Енангск         | Верхнеентальский, Нижнеенангский, Нижнеентальский сельсоветы                                                                                             |
| Кичменгское               | Кичменгский Городок    | Еловинский, Куриловский, Плосковский, Погосский, Пыжугский, Шестаковский, Югский сельсоветы; частично Кичменгский сельсовет; частично Шонгский сельсовет |

### История муниципального устройства

Муниципальные образования в 2006—2013 гг.

Первоначально к 1 января 2006 года в рамках организации местного самоуправления в составе муниципального района были созданы 13 сельских поселений.
| Муниципальное образование | Административный центр | Административно-территориальные единицы (состав по структуре ОКАТО) |
| ------------------------- | ---------------------- | ------------------------------------------------------------------- |
| Верхнеентальское          | Верхняя Ентала         | Верхнеентальский сельсовет                                          |
| Городецкое                | Кичменгский Городок    | Городецкий сельсовет, частично Кичменгский сельсовет                |
| Захаровское               | Кичменьга              | Захаровский сельсовет                                               |
| Енангское                 | Нижний Енангск         | Нижнеенангский, Нижнеентальский сельсоветы                          |
| Кичменгское               | Кичменгский Городок    | Кичменгский сельсовет; частично Шонгский сельсовет                  |
| Куриловское               | Курилово               | Куриловский сельсовет                                               |
| Плосковское               | Косково                | Плосковский сельсовет, Еловинский сельсовет                         |
| Погосское                 | Кобыльск               | Погосский сельсовет                                                 |
| Сараевское                | Сараево                | Сараевский сельсовет                                                |
| Трофимовское              | Светица                | Трофимовский сельсовет                                              |
| Шестаковское              | Кильченга              | Шестаковский сельсовет                                              |
| Шонгское                  | Шонга                  | Шонгский сельсовет; Емельяновский сельсовет                         |
| Югское                    | Югский                 | Югский сельсовет, деревня Сергеево                                  |

Законом Вологодской области от 1 апреля 2013 года были упразднены сельские поселения: Трофимовское, Сараевское, Захаровское, Шонгское (включены в Городецкое с административным центром в селе Кичменгский Городок); Верхнеентальское (включено в Енангское с административным центром в селе Нижний Енангск); Куриловское, Погосское, Плосковское, Шестаковское, Югское (включены в Кичменгское с административным центром в селе Кичменгский Городок).